# Csutakfarkú holló
A csutakfarkú holló (Corvus rhipidurus)  a madarak osztályának verébalakúak (Passeriformes) rendjébe és a varjúfélék (Corvidae) családjába tartozó faj.

## Rendszerezése
A fajt Ernst Hartert német ornitológus írta le 1918-ban.

## Alfajai
- Corvus rhipidurus rhipidurus Hartert, 1918
- Corvus rhipidurus stanleyi Roselaar, 1993[2]

## Előfordulása
Csád, Dél-Szudán, Dzsibuti, Egyesült Arab Emírségek, Egyiptom, Eritrea, Etiópia, Izrael, Jemen, Jordánia, Kenya, a Közép-afrikai Köztársaság, Mali, Niger, Nigéria, Omán, Palesztina, Szaúd-Arábia, Szomália, Szudán, Szíria és Uganda területén honos. 
Természetes élőhelyei a szubtrópusi és trópusi füves puszták, szavannák és cserjések, sziklás, vizes környezetben, valamint ültetvények, szántóföldek, vidéki kertek és városi régiók. Állandó, nem vonuló faj.

## Megjelenése
Testhossza 47 centiméter, szárnyfesztávolsága 102-120 centiméter, testtömege 340-550 gramm.
|  |

## Természetvédelmi helyzete
Az elterjedési területe rendkívül nagy, egyedszáma viszont csökken, de még nem éri el a kritikus szintet. A Természetvédelmi Világszövetség Vörös listáján nem fenyegetett fajként szerepel.